# Crysis
Crysis är ett förstapersonsskjutare-spel som släpptes 2007 av det tyska spelföretaget Crytek. Spelet var det första som utvecklats för Microsofts spelgränssnitt DirectX 10 genom den nya spelmotorn Cry Engine 2. Crysis planerades som den första delen i en trilogi.
Ett expansionspaket med titeln Crysis Warhead släpptes den 12 september 2008, och som utspelar sig på samma plats och tid som i Crysis, men ur ett annat berättandeperspektiv. En uppföljare till spelet med titeln Crysis 2 gavs ut 2011.
Spelaren tar rollen som Jake "Nomad" Dunn, en amerikansk elitsoldat som skickats till en tropisk ö för att leta efter försvunna amerikanska arkeologer som skickades till ön för att undersöka en mystisk utomjordisk artefakt.
Djungelmiljöerna till trots har spelet inte ha några kopplingar alls till föregångaren Far Cry. Spelet fick beröm och vann flera priser för dess smarta spelstil och grafiska design (som dock ställer stora krav på hårdvaran).
En ny utgåva släpptes 2020 till Playstation 4, Xbox One, Windows och Nintendo Switch med titeln Crysis Remastered.

## Handling

### Bakgrundshistoria
Crysis är i grund och botten en science fictionhistoria som är tänkt att förmedla känslan av att hela den mänskliga civilisationens existens är hotad. Spelet förlägger handlingen till år 2020 då en asteroid har träffat en ögrupp i östra Filippinerna. Den Nordkoreanska diktaturen slår snabbt en järnring runt området för att ensamma kunna tillskansa sig fördelar genom forskning utan att blanda in omvärlden. Som ett motdrag skickar därför USA in en enhet från försvarets så kallade Delta Squad för att undersöka vad det egentligen är som händer på öarna.
Spelaren tar rollen som Jake "Nomad" Dunn, en elitsoldat inom Delta Squad som är utrustad med en futuristisk stridsdräkt vid namn Nanosuit som har förmågan att utöka Nomads snabbhet, styrka, pansar och som ger honom förmågan att bli helt osynlig.
Samtidigt som strider pågår visar det sig att asteroiden döljer ett utomjordiskt rymdskepp med jättelika robotmonster som påbörjar en fullskalig invasion av hela ön.

## Vapen
De flesta vapen i spelet kan modifieras med vapentillbehör, till exempel kikarsikten, ljuddämpare, ficklampa, laserpekare och granatkastare, som spelaren kan plocka upp i fält eller köpa via flerspelarspel.
Man kan dessutom slåss med händerna och plocka upp olika föremål som finns i omgivningen, såsom vattenflaskor, väskor och tunnor.

## Flerspelarstöd
I likhet med Far Cry har Crysis ett flerspelarstöd med spellägen som Power Struggle och Instant Action. Det har stöd för upp till 32 spelare indelade i två lag om 16. I jämförelse med Far Cry utlovar man därtill ett mer optimerat nätverksprotokoll.

## Mottagande
| Mottagande | Mottagande                             |
| Samlingsbetyg | Samlingsbetyg                          |
| Tjänst | Betyg                                  |
| --- | -------------------------------------- |
| Gamerankings | (PC) 90.23% (X360) 84.21% (PS3) 80.90% |
| Metacritic | (PC) 91% (PS3) 91% (X360) 91%          |
| Moby Games | 89/100                                 |
| Recensionsbetyg |                                        |
| Publikation | Betyg                                  |
| 1UP.com | B+                                     |
| Edge | 9/10                                   |
| Eurogamer | 9/10                                   |
| Game Informer | 9/10(PC) 8.25/10(Xbox/PS3)             |
| Gamepro | [ 21 ]                                 |
| Gamesmaster | 89/100                                 |
| Gamespot | 9.5/10                                 |
| Gamespy | .                                      |
| Gametrailers | 8.8/10                                 |
| Gamezone | 9.3/10                                 |
| IGN | 9.4/10                                 |
| PC Gamer UK | 92/100                                 |
| PC Zone | 92%                                    |
| Videogamer.com | 9/10                                   |
| X-Play | [ 28 ]                                 |
| Gamereactor | (PC) 10/10 (PS3/X360) 8/10             |
| \| Utmärkelser \| Utmärkelser \| \| ---------------------------------- \| ----------- \| \| Best Shooter 2007, GameSpot \| \| \| Årets Spel 2007, PC Gamer \| \| \| Bästa PC-spelet, PC Gamer \| \| \| Bästa Actionspel 2007, Gamereactor \| \| \| Editor's Choice Award, IGN \| \| |                                        |
| Utmärkelser |                                        |
| Best Shooter 2007, GameSpot |                                        |
| Årets Spel 2007, PC Gamer |                                        |
| Bästa PC-spelet, PC Gamer |                                        |
| Bästa Actionspel 2007, Gamereactor |                                        |
| Editor's Choice Award, IGN |                                        |

## Kritik
Crytek har medvetet försämrat grafiken i spelet Crysis för användare som använder sig av 32-bitars processorer och DirectX 9, för att på så sätt få det att framstå som om att processorer med fler bitar och kärnor samt användandet av DirectX 10 som så mycket bättre. Enligt flera oberoende källor  kan spelet prestera likvärdig grafik på en dator med 32-bitars processor och DirectX 9, programmet har medvetet begränsats för att se bättre ut tillsammans med till exempel DirectX 10. Det är möjligt att modifiera spelet så att det är full körbart även under DirectX 9. Liknande anklagelser har riktats mot PC-versionerna av spelen Gears of War och The Lord of the Rings Online.

## Crysis Warhead
Crysis Warhead är uppföljaren till Crysis, som följer en alternativ storyline och utforskar bikaraktären Psycho. Det släpptes 2008.